# Britische Unterhauswahl 1935
| Regierung (428): Conservative 386 Liberal National 33 National Labour 8 National 1 |  | Opposition (186): Labour 154 Liberal 21 ILP 4 Nationalist 2 INat 2 Unabh. 2 Communist 1 |
| Speaker 1                                                                          |  |                                                                                         |

Zusammensetzung:

Die britische Unterhauswahl 1935 fand am 14. November 1935 statt. Die Abgeordneten für das Unterhaus (House of Commons) wurden neu gewählt.
Wahlsieger wurde die Conservative Party, obwohl sie hohe Verluste hinnehmen musste. Sie erreichte aber mit 387 von 615 Sitzen immer noch eine deutliche absolute Mehrheit. Die Labour Party konnte nach ihrer Niederlage von 1931 wieder aufholen und ihren Stimmenanteil ausbauen; Labour gewann über 100 Wahlkreise mehr als 1931.
Es war die letzte Wahl vor dem Zweiten Weltkrieg. Während des Krieges fanden (wie schon 1914 bis 1918) keine Unterhauswahlen statt. Nach Kriegsende wurde ein neues Unterhaus gewählt.

## Vorgeschichte
Aufgrund der Weltwirtschaftskrise regierte seit 1931 ein konservativ geführtes National Government zunächst unter der Führung von Ramsay MacDonald, dann seit 1935 unter Stanley Baldwin. Nach seiner Ernennung vom König rief er sofort Neuwahlen zum 14. November aus, um sich ein eigenes Mandat vom Wähler geben zu lassen.

## Wahlsystem, neue Parteien
Gewählt wurde nach dem Mehrheitswahlsystem. Eine Sperrklausel gab es nicht.
- Die Gruppierung Independent Labour Party hatte jahrzehntelang in enger Verbindung (“affiliation”) zur Labour Party gestanden. 1932 hatte sie sich von Labour getrennt und kandidierte nun völlig eigenständig.

## Wichtige Parteiführer

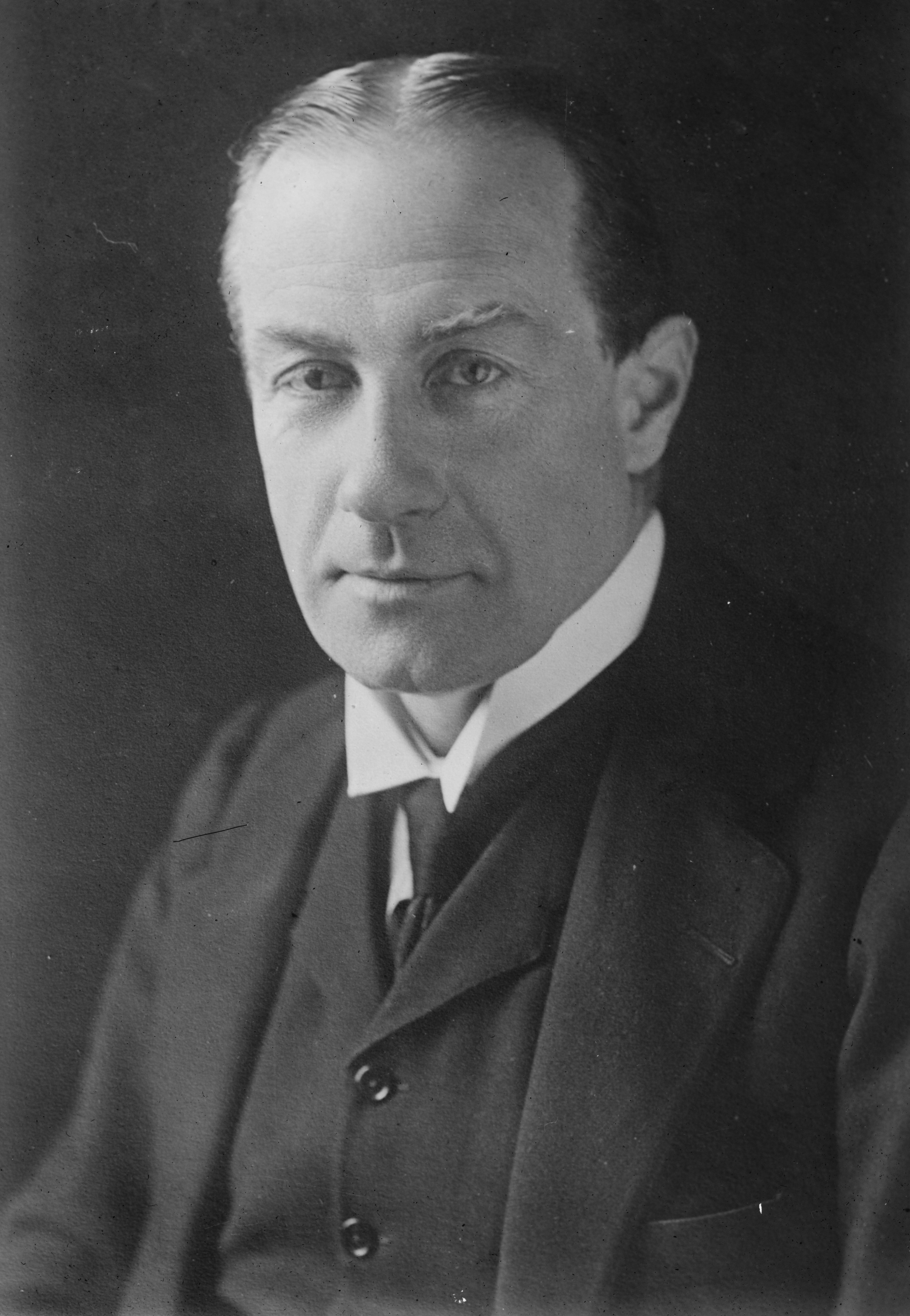
Premierminister Stanley Baldwin (Conservatives)
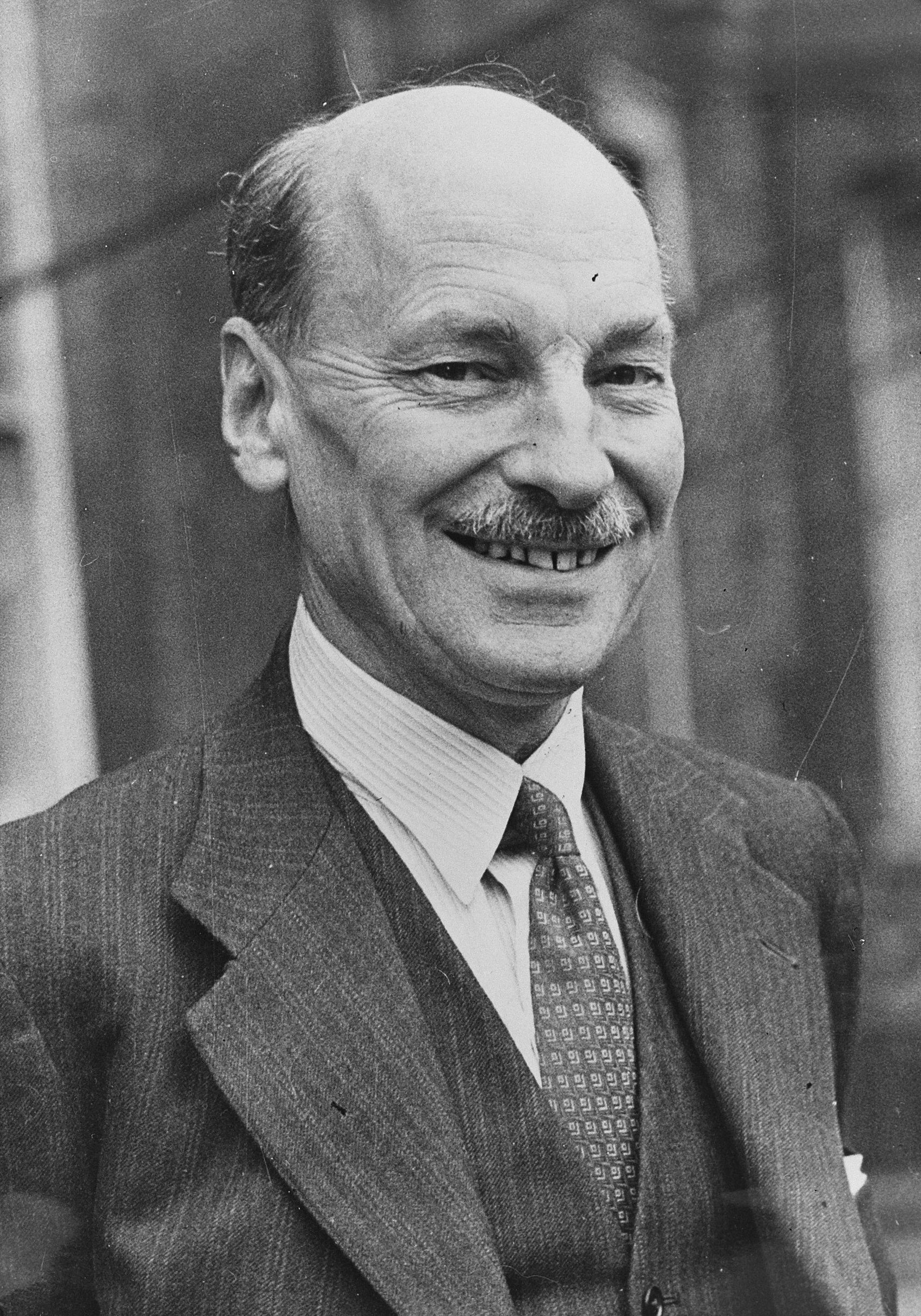
Oppositionsführer Clement Attlee (Labour)
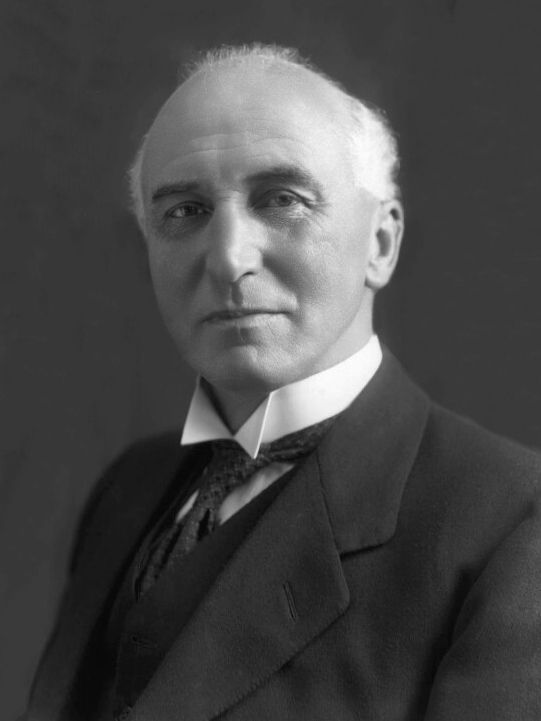
Innenminister John Simon (National Liberal)
Member of Parliament Herbert Samuel (Liberal)
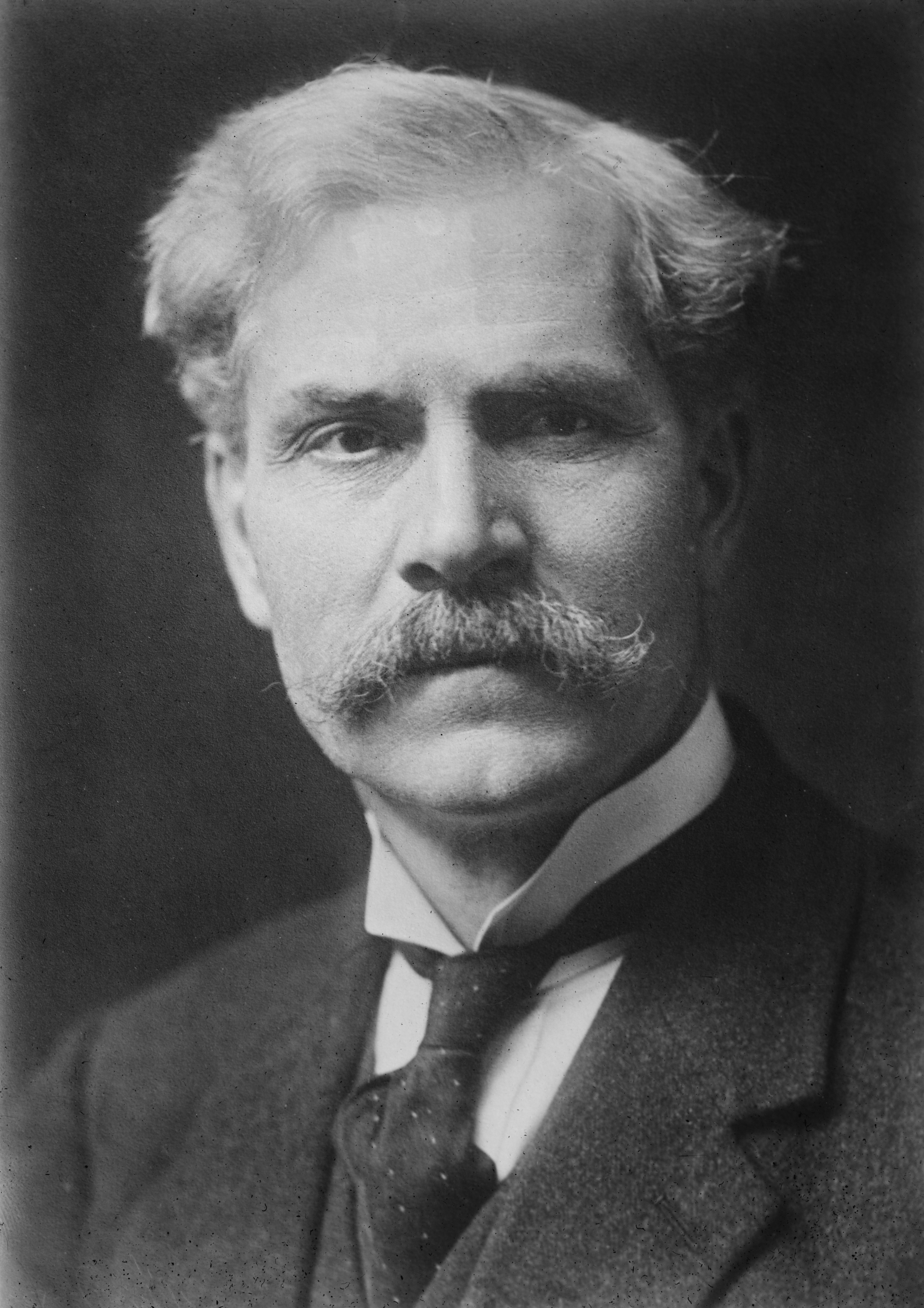
Lordpräsident des Rates Ramsay MacDonald (National Labour)

## Wahlergebnis

Ergebnisse nach Wahlkreisen. Die Farben entsprechen der nebenstehenden Tabelle.

| Partei          | Partei                               | Stimmen    | Stimmen | Stimmen | Sitze  | Sitze |
| Partei          | Partei                               | Anzahl     | %       | +/−     | Anzahl | +/−   |
| --------------- | ------------------------------------ | ---------- | ------- | ------- | ------ | ----- |
|                 | Conservative Party                   | 10.025.083 | 47,8    | −7,2    | 387    | −83   |
|                 | Labour Party                         | 7.984.988  | 38,0    | +8,6    | 154    | +108  |
|                 | Liberal Party                        | 1.414.010  | 6,7     | +0,2    | 21     | −11   |
|                 | Liberal National Party               | 784.608    | 3,7     | −       | 33     | −2    |
|                 | National Labour Organisation         | 321.028    | 1,5     | −       | 8      | −5    |
|                 | Independent Labour Party             | 136.208    | 0,7     | −0,5    | 4      | +1    |
|                 | National Government                  | 53.189     | 0,3     | −0,2    | 1      | −3    |
|                 | Nationalist Party (Northern Ireland) | 50.747     | 0,3     | −0,1    | 2      | −     |
|                 | Independent Republican               | 46.715     | 0,2     | +0,2    | −      | −     |
|                 | Unabhängige National                 | 33.527     | 0,2     | −       | 2      | −     |
|                 | Scottish National Party              | 29.517     | 0,2     | +0,1    | −      | −     |
|                 | Unabhängige Conservative             | 27.721     | 0,1     | −       | −      | −     |
|                 | Communist Party of Great Britain     | 27.117     | 0,1     | −0,2    | 1      | −     |
|                 | Unabhängige                          | 17.113     | 0,1     | −       | 2      | −     |
|                 | Unabhängige Labour                   | 14.867     | 0,0     | −       | −      | −     |
|                 | Liverpool Protestant Party           | 6.677      | 0,0     | +0,1    | −      | −     |
|                 | Sonstige                             | 18.373     | 0,1     | −       | −      | −     |
|                 | Gesamt                               | 20.991.488 | 100,0   |         | 615    |       |
| Wahlberechtigte | Wahlberechtigte                      | 31.374.449 |         |         |        |       |
| Wahlbeteiligung | Wahlbeteiligung                      | 71,1 %     |         |         |        |       |
| Quelle:         |                                      |            |         |         |        |       |

1. ↑  einschließlich der Unionist Party in Schottland und der Ulster Unionists in Nordirland
2. ↑  einschließlich des Speakers of the House

## Nach der Wahl
Die Zugewinne Labours und die Verluste der Konservativen reichten bei weitem nicht aus um das National Government abzulösen. Die dritte Regierung dieser Art konnte so ihre Arbeit fortsetzen. Neville Chamberlain löste Stanley Baldwin 1937 als Premierminister ab, setzte jedoch die Koalition mit den Nationalliberalen und der National Labour Organisation fort. Chamberlain seinerseits wurde 1940 von Winston Churchill abgelöst, der eine Kriegsregierung bildete, der nun auch die Labour Partei angehörte.